# Абас-заде, Абаскули Агабала оглы
Абаскули Агабала оглы Абас-заде (азерб. Abasqulu Ağabala oğlu Abaszadə; 10 апреля 1906, Тебриз — 18 февраля 1969, Баку) — азербайджанский советский физик и методист, доктор физико-математических наук, профессор, член-корреспондент Академии педагогических наук РСФСР (с 1957 года) и Академии педагогических наук СССР (с 1968 года).

## Биография
Абаскули Агабала оглы Абас-заде родился 10 апреля 1906 года в городе Тебриз. Научную и педагогическую деятельность Абас-заде начал в 1924 году. С 1939 года являлся членом Коммунистической партии Советского Союза.
В 1957 году Абас-заде стал членом-корреспондентом Академии педагогических наук РСФСР, а в 1968 году — членом-корреспондентом Академии педагогических наук СССР. Был также депутатом 5-го созыва Верховного Совета Азербайджанской ССР.
Исследования Абас-заде относились к физике жидкостей (в особенности свойствам нефти и нефтепродуктов) и методике преподавания физики в средней школе. Абас-заде исследовал вопросы термодинамики и молекулярной физики жидкостей и газов. Он является автором учебника «Термодинамика» (1948) для студентов физико-математических факультетов и университетов, a также работ по методике преподавания физики в средней и высшей педагогической школе.
Абаскули Абас-заде является автором более 150 научных трудов, 16 из которых — научные монографии и учебные пособия: «Современная теория вязкости жидкостей», «Терминология физики», «Теплопроводность», «Молекулярная физика», «Термодинамика» (на азербайджанском языке), «Введение в физику жидкостей» (на русском языке), «Введение в атомную физику» (на азербайджанском языке) и т.д.
Также Абаскули Абас-заде имеет большие заслуги в подготовке высококвалифицированных кадров. Он преподавал в Азербайджанском педагогическом институте им. В. И. Ленина более трех десятков лет, с 1939 по 1957 год был деканом физико-математического факультета, а 5 лет — проректором института.
Абаскули Абас-заде читал лекции по различным разделам физики, проводил научные и методические семинары, руководил работой аспирантов, диссертантов, докторантов, возглавлял научно-студенческое общество.
Был награждён орденом Трудового Красного Знамени, орденом «Знак Почёта» и медалями.
Скончался 18 февраля 1969 в Баку. Похоронен на II Аллее почётного захоронения в Баку.

## Некоторые работы
- Абас-заде А. А., Гылманов А. А. Оптические исследования в жидкостях и растворах. — Ташкент, 1965.
- Абас-заде А. А. О связи физики с химией в процессе преподавания физики в средней школе. — Азербайджанский государственный педагогический институт имени В. И. Ленина, 1966.
- Абас-заде А. А., Гылманов А. А., Ахундов С. К. Зависимость приведенной теплопроводности от приведенной температуры вдоль насыщения // Украинский физический журнал. — 1967. — Т. XII.

## Память
- Имя Абаскули Абас-заде носит одна из улиц города Баку.
- На стене дома по улице Шейха Шамиля 10, в котором с 1947 по 1969 год проживал Абас-заде, установлена мемориальная доска.

Могила Абас-заде на II Аллее почётного захоронения в Баку
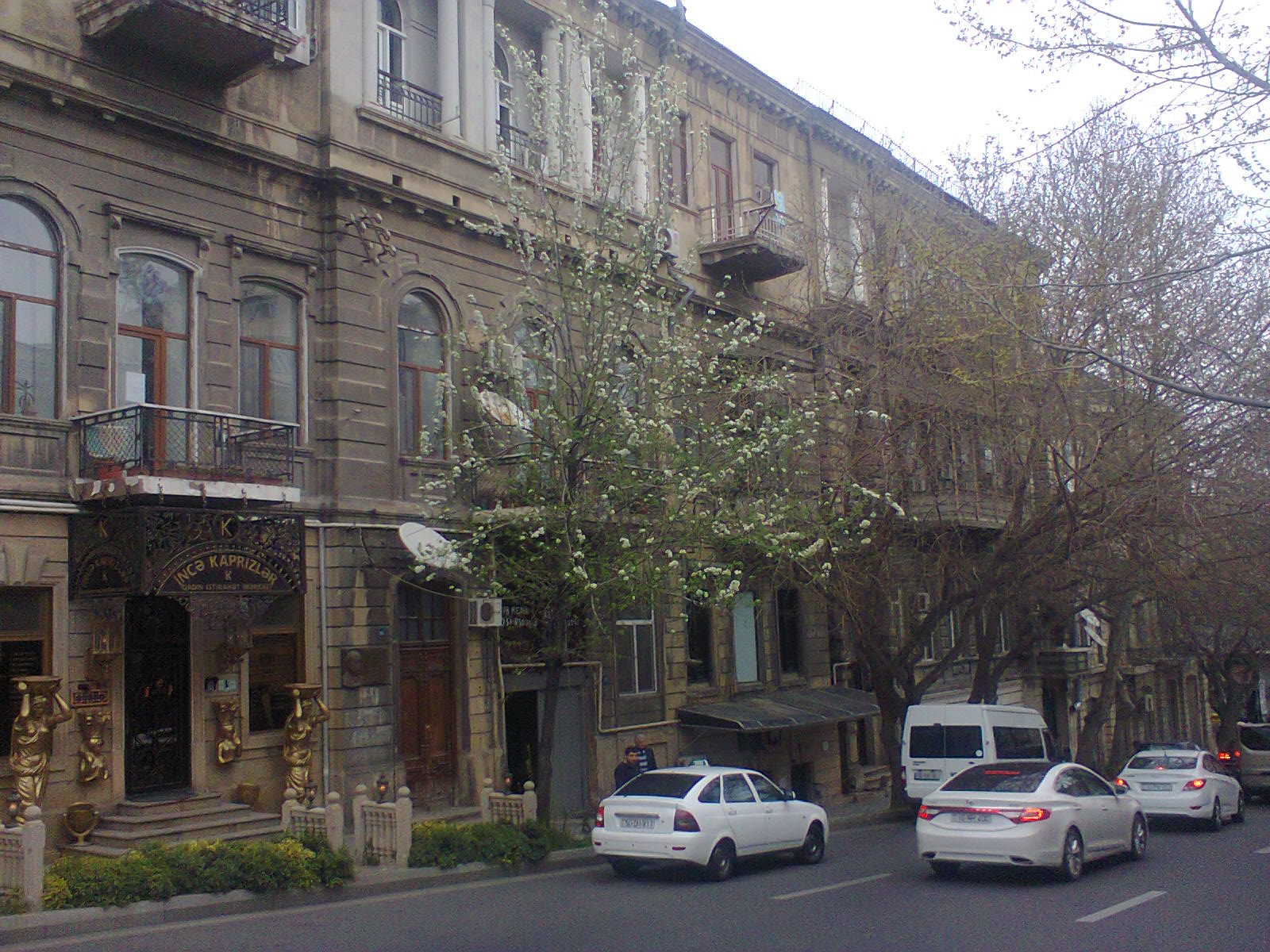
Дом в Баку, в котором с 1947 по 1969 год проживал Абас-заде
Мемориальная доска